# Distretto di Sillenbuch
Il distretto di Sillenbuch è un distretto di Stoccarda.